# Steniging van de Duivel

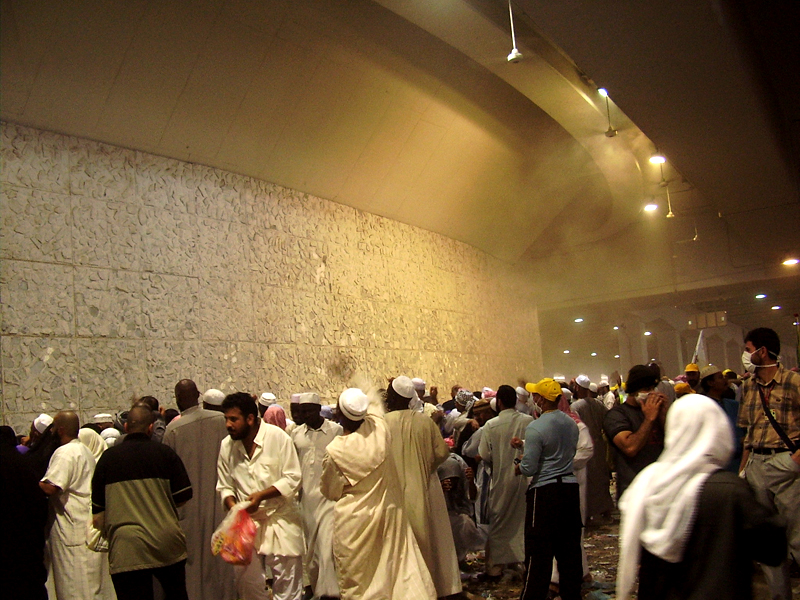
Pelgrims bij de Jamrah van Aqaba tijdens de Hadj van 2006

De Steniging van de Duivel of Steniging van de Djamarat (enkelvoud Djamrah) (Arabisch: رمي الجمرات) is een ritueel tijdens de jaarlijkse hadj (pelgrimstocht) naar de stad Mekka in Saoedi-Arabië. Pelgrims gooien steentjes naar drie zuilen genaamd Djamarat in de stad Mina, ten oosten van Mekka.
Na de hadj van 2004 hebben de autoriteiten van Saoedi-Arabië de drie zuilen vervangen door drie muren. Dit is om de veiligheid te waarborgen: pelgrims gooiden per ongeluk stenen tegen andere pelgrims die aan de andere kant van de zuilen stonden aan. Iedere muur is 26 meter lang.
Op de eerste dag van het Offerfeest, de tiende dag van de hadj-maand (dhul hidjah), gooit de pelgrim zeven kiezelstenen naar de grootste djamrah. Op elk van de volgende twee dagen gooien ze zeven kiezelstenen naar iedere djamrah, in volgorde van oost naar west. In totaal zijn er dus minstens 49 steentjes nodig voor dit ritueel en meer als men de djamrah mist. Traditioneel worden de steentjes de nacht voor de eerste steniging verzameld bij Muzdalifah, een open vlakte nabij Mekka, maar ze kunnen ook bij Mina gepakt worden.